# Pływanie na Mistrzostwach Świata w Pływaniu 2013 – 4 × 200 m stylem dowolnym mężczyzn
4 x 200 m stylem dowolnym mężczyzn – jedna z konkurencji rozgrywanych podczas Mistrzostw Świata w Pływaniu 2013. Eliminacje i finał odbyły się 2 sierpnia w Palau Sant Jordi w Barcelonie
W tej konkurencji wzięło udział 72 zawodników z 18 krajów.
Złoty medal zdobyła reprezentacja Stanów Zjednoczonych. Srebro wywalczyli Rosjanie. Trzecia była reprezentacja Chin. Medale otrzymali zawodnicy startujący zarówno w finale jak i w eliminacjach.

## Rekordy
Przed zawodami rekordy świata i mistrzostw wyglądały następująco:
| Rekord                   | Reprezentacja | Czas    | Miejsce | Data          |
| ------------------------ | --- | ------- | ------- | ------------- |
| Rekord świata            | Stany Zjednoczone · Michael Phelps (1:44,49) · Ricky Berens (1:44,13) · David Walters (1:45.47) · Ryan Lochte (1:44.46) | 6:58,55 | Rzym    | 31 lipca 2009 |
| Rekord mistrzostw świata | Stany Zjednoczone · Michael Phelps (1:44,49) · Ricky Berens (1:44,13) · David Walters (1:45.47) · Ryan Lochte (1:44.46) | 6:58,55 | Rzym    | 31 lipca 2009 |

## Wyniki

### Eliminacje
Eliminacje odbyły się 2 sierpnia o 11:11.
| Miejsce | Wyścig | Tor | Zawodnik | Państwo           | Czas    | Uwagi |
| ------- | ------ | --- | --- | ----------------- | ------- | ----- |
| 1.      | 2      | 4   | Matt McLean (1:47,63) Michael Klueh (1:47,70) Charlie Houchin (1:45,66) Ricky Berens (1:47,06)                | Stany Zjednoczone | 7:08,05 | Q     |
| 2.      | 1      | 6   | Daniła Izotow (1:47,50) Nikita Łobincew (1:46,82) Artiom Łobuzow (1:47,69) Aleksandr Suchorukow (1:47,86)     | Rosja             | 7:09,87 | Q     |
| 3.      | 2      | 6   | Takeshi Matsuda (1:47,92) Sho Sotodate (1:46,46) Yuki Kobori (1:47,57) Daiya Seto (1:48,03)                   | Japonia           | 7:09,98 | Q     |
| 4.      | 1      | 4   | Yannick Agnel (1:47,65) Lorys Bourelly (1:48,04) Grégory Mallet (1:48,37) Jérémy Stravius (1:46,60)           | Francja           | 7:10,66 | Q     |
| 5.      | 1      | 2   | Glenn Surgeloose (1:48,57) Emmanuel Vanluchenne (1:48,18) Dieter Dekoninck (1:47,66) Pieter Timmers (1:46,28) | Belgia            | 7:10,69 | Q,    |
| 6.      | 1      | 5   | Dimitri Colupaev (1:48,48) Clemens Rapp (1:47,33) Markus Deibler (1:48,67) Yannick Lebherz (1:46,58)          | Niemcy            | 7:11,06 | Q     |
| 7.      | 1      | 3   | James Guy (1:48,08) Robert Renwick (1:47,65) Ieuan Lloyd (1:48,85) Josh Walsh (1:48,42)                       | Wielka Brytania   | 7:13,00 | Q     |
| 8.      | 2      | 5   | Wang Shun (1:47,96) Hao Yun (1:47,45) Lü Zhiwu (1:50,04) Li Yunqi (1:47,92)                                   | Chiny             | 7:13,37 | Q     |
| 9.      | 2      | 3   | David McKeon (1:49,27) Ned McKendry (1:48,32) Alexander Graham (1:49,10) Jarrod Killey (1:46,83)              | Australia         | 7:13,52 |       |
| 10.     | 2      | 2   | Alex di Giorgio (1:48,60) Marco Belotti (1:47,93) Damiano Lestingi (1:48,83) Filippo Magnini (1:48,24)        | Włochy            | 7:13,60 |       |
| 11.     | 2      | 1   | Nicolas Oliveira (1:47,93) Fernando Santos (1:49,21) João de Lucca (1:47,96) Vinícius Waked (1:50,87)         | Brazylia          | 7:15,97 |       |
| 12.     | 2      | 7   | Blake Worsley (1:49,06) Alec Page (1:48,46) Aly Abdel Khalik (1:49,33) Hassaan Abdel Khalik (1:50,32)         | Kanada            | 7:17,17 |       |
| 13.     | 2      | 0   | Víctor Martín (1:49,72) Marc Sánchez (1:49,55) Albert Puig (1:48,43) Gerard Rodríguez (1:49,89)               | Hiszpania         | 7:17,59 | NR    |
| 14.     | 1      | 7   | Jan Świtkowski (1:48,67) Dawid Zieliński (1:49,33) Filip Bujoczek (1:49,96) Michał Poprawa (1:51,11)          | Polska            | 7:19,07 |       |
| 15.     | 1      | 1   | Marwan Ismail (1:50,62) Mohamed Khaled (1:53,29) Ahmed Akram (1:52,53) Mohamed Gadallah (1:55,16)             | Egipt             | 7:31,60 | NR    |
| 16.     | 1      | 0   | Doğa Çelik (1:55,73) Nezır Karap (1:54,27) Furkan Marasli (1:52,48) Kemal Arda Gürdal (1:49,89)               | Turcja            | 7:32,37 |       |
| 17.     | 1      | 8   | Jeong Jeong-soo (1:51,78) Jang Sang-jin (1:51,23) Ju Jang-hun (1:55,97) Im Tae-jeong (1:53,85)                | Korea Południowa  | 7:32,83 |       |
| 18.     | 2      | 8   | Miguel Gutierrez (1:54,36) Ramiro Ramírez (1:54,97) Ezequiel Trujillo (1:55,43) Arturo Pérez Vertti (1:53,75) | Meksyk            | 7:38,51 |       |

Legenda: NR – rekord kraju

### Finał
Finał odbył się 2 sierpnia o 19:41.
| Miejsce | Tor | Zawodnik | Państwo           | Czas    | Uwagi |
| ------- | --- | --- | ----------------- | ------- | ----- |
| 1 !     | 4   | Conor Dwyer (1:45,76) Ryan Lochte (1:44,98) Charlie Houchin (1:45,59) Ricky Berens (1:45,39)                  | Stany Zjednoczone | 7:01,72 |       |
| 2 !     | 5   | Daniła Izotow (1:45,14) Nikita Łobincew (1:46,23) Artiom Łobuzow (1:46,16) Aleksandr Suchorukow (1:46,39)     | Rosja             | 7:03,92 |       |
| 3 !     | 8   | Wang Shun (1:47,41) Hao Yun (1:47,25) Li Yunqi (1:46,92) Sun Yang (1:43,16)                                   | Chiny             | 7:04,74 | NR    |
| 4.      | 6   | Yannick Agnel (1:45,44) Lorys Bourelly (1:47,45) Grégory Mallet (1:46,61) Jérémy Stravius (1:45,41)           | Francja           | 7:04,91 |       |
| 5.      | 3   | Kosuke Hagino (1:45,93) Sho Sotodate (1:46,74) Yuki Kobori (1:46,69) Takeshi Matsuda (1:45,59)                | Japonia           | 7:04,95 |       |
| 6.      | 7   | Clemens Rapp (1:47,80) Markus Deibler (1:48,63) Dimitri Colupaev (1:47,66) Yannick Lebherz (1:45,98)          | Niemcy            | 7:10,07 |       |
| 7.      | 2   | Glenn Surgeloose (1:48,45) Emmanuel Vanluchenne (1:48,09) Dieter Dekoninck (1:46,91) Pieter Timmers (1:47,70) | Belgia            | 7:11,15 |       |
| 8.      | 1   | James Guy (1:47,19) Robert Renwick (1:46,86) Jak Scott (1:48,31) Josh Walsh (1:49,64)                         | Wielka Brytania   | 7:12,00 |       |

Legenda: NR – rekord kraju